# Tiyapo Maso
Tiyapo Maso, född 30 december 1972, är en friidrottare från Botswana. Han deltog vid olympiska sommarspelen 2000.